# Longok
Longok is een bestuurslaag in het regentschap Indramayu van de provincie West-Java, Indonesië. Longok telt 2562 inwoners (volkstelling 2010).